# Leeuwarden
Leeuwarden (izgovorjava [ˈleˑˌwɑrdə(n)] (), mestna frizijščina: Liwwadden, zahodnofrizijsko Ljouwert, izgovorjava [ˈʎɔːw(ə)t]) je glavno mesto nizozemske province Frizije; nahaja se na severu države. Leta 2019 je imela občina 123.107 prebivalcev.
Regija je bila stalno naseljena od 10. stoletja. V zgodnjem 9. stoletju našega štetja je postalo znano kot Leeuwarden in leta 1435 je dobilo mestne pravice. Je glavno gospodarsko središče Frizije, ki leži v zelenem in z vodo bogatem okolju. Leeuwarden je nekdanja kraljeva rezidenca in ima zgodovinsko mestno jedro, številne zgodovinsko pomembne zgradbe ter veliko nakupovalno središče s trgi in restavracijami. Leeuwarden je prejel naziv Evropska prestolnica kulture za leto 2018.

## Zgodovina

### Zgodnje obdobje
Zgodovina mesta Leeuwarden sega v rimske čase. Takrat so ljudje že živeli na mestu, kjer danes stoji Oldehove Oldehove . Leeuwarden je nastal na gomilah, ki so bile dvignjene od vliva reke Middelzee, ki se je v 13. stoletju zamuljila in je bila polderiziran. Reke Ee , Vliet in Potmarge so se pri teh gomilah izlivale v morje.
Ime Leeuwarden se prvič pojavi v darilni listini iz 8. stoletja. V tem dokumentu iz opatije Fulda je govora o "vili Lintarwde". 
Prebivalci gomil so se ukvarjali s poljedelstvom, ribištvom in pomorstvom. Leeuwarden je bil na priročni lokaciji ob morju in je vzdrževal trgovinske stike z drugimi trgovskimi kraji, kot je Lübeck in z državami Baltskega morja. Na gomilah so nastala tri naselja: Oldehove, Nijehove in Hoek.
Oldehove, ki je bil tradicionalno dvor  opatije Corvey v Nemčiji, je že sredi 12. stoletja imel cerkev, posvečeno svetemu Vidu. V listinah iz 14. stoletja se Cerkev sv. Vida v Oldehovem pojavlja pod imenom Liiewardensis.
Najstarejša župnijska cerkev v Leeuwardnu je bila v Oldehovem. Zato se je Oud-Leeuwarden imenoval tudi Nijehove, zaradi novejše cerkve. Oud-Leeuwarden ali Nijehove se kot mesto omenja že v nemški trgovski listini leta 1285.
Hoek je bil najmanjše od teh naselij in je bil delno v lasti plemiške družine Cammingha. Tu so imeli bivalni stolp in ustanovili tudi cerkev. O nastanku mesta Leeuwarden je ohranjenih šest listin, od tega dve o združitvi Leeuwardna, ki se je zgodila 21. januarja 1435 . Devet let prej je že obstajala uradna odločitev o združitvi. Preden so Oud-Leeuwarden združili z Oldehovem in Hoekom, je kraj že imel mestne kanale.
Med letoma 1200 in 1300 se je Middelzee zamulil in trgovina je upadla zaradi pomanjkanja pristanišča. Poudarek trgovine je bil takrat bolj na bližnji regiji. Leta 1392 so okoliški grietenij (občine) dovolili magistratu mesta visoko jurisdikcijo.

### Mestne pravice
Leta 1435 so bile tri vasi ali naselja Oldehove, Nijehove in Hoek združene v eno mesto, Leeuwarden. Istega leta je Leeuwarden prejel mestne pravice.

### Frizijska svoboda
Frizijska svoboda je bila izjemen položaj Frizije v fevdalni Evropi srednjega veka. Ta svoboda se je razvila ob koncu 11. stoletja z zatonom grofije Srednje Frizije. Najpomembnejši vzrok za nastanek te svoboščine je verjetno v drznosti do gospodov, ki se je razvila postopoma in ob koncu 11. stoletja kot posledica nenehno ponavljajočih se sporov o grofovskih pravicah. Umor drugega frizijskega grofa Hindrika Fetteja leta 1101 velja za dejanski začetek frizijske svobode. To svobodo je Frizijcem 3. novembra 1248 potrdil kralj Viljem II., ki je bil tudi holandski grof. Leta 1417 je cesar Sigismund je Frizijo razglasil za del cesarstva. V nasprotju s temi potrditvami frizijske svoboščine pa ostaja dejstvo, da so drugi cesarji dali Frizijo kot zastavno pravico, kot na primer Ludvik IV. v 14. stoletju grofom Holandije.

Po 250 letih samoupravljanja je Frizija leta 1498 postala podrejena saškemu vojvodi  Albertu Saškemu. Takrat je nemški kralj in kasneje cesar Svetega rimskega cesarstva Maksimilijan I. Frizijo podaril saškemu vojvodi. Od takrat naprej je imel Frizijski dvor in sodišče sedež v Leeuwardnu. Julija 1499 je Albrecht Saški ustanovil svet za upravo in pravosodje v svojih frizijskih regijah.

### Zgodnji novi vek
Leta 1500 se je v Leeuwardnu zgodil upor proti okupatorju. Med tem uporom je Wigle iz Aytte ostal zvest cesarju Svetega rimskega cesarstva. Saški upravitelji v Westerlauwerski Friziji so skušali ohraniti svojo oblast nad frizijskimi deželami, proti čemur je obstajal odpor z različnih strani. Leta 1512 so v Leeuwardnu aretirali dva ugledna frizijska plemiča zaradi suma stikov z Edzardom Velikim iz grofije Vzhodna Frizija. Leta 1515 se saška doba konča in kasnejši Karel V. uradno postane gospodar Frizije. Leeuwarden se ni strinjal s pogoji prenosa in zato je Grutte Pier z organizacijo plačancev "Črne gomile" začel boj proti Habsburžanom, Sasom in Holandcem. Po letu 1519 je vodstvo teh borcev prevzel Grutte Wierd (Wijard Jeckama), ki pa so ga leta 1523 ujeli in obglavili. Z njegovo smrtjo so se frizijski upori končali.
Leta 1529 se je začela gradnja stolpa Aldehou na nekdanji gomili Aldehou. Gradnja je bila leta 1532 ustavljena zaradi posedanja tal. Frizijski dvor in sodišče je leta 1571 dobilo lastno stavbo, kanclerjev urad. Istočasno je bila ustanovljena tudi cerkvena oblast v Leeuwardnu. Cerkev sv. Vida je postala sedež dekanije. Leta 1559 je bil Leeuwarden povzdignjen v škofovski sedež novoustanovljene škofije Leeuwarden. Cunerus Petri, edini škof, je med kalvinističnim prevzemom cerkvene oblasti za kratek čas končal v zaporu in nato za vedno zapustil Frizijo. Cerkev svetega Vida bila v letih 1595 in 1596 porušena zaradi obsežne konstrukcijske okvare. 16. in 17. stoletje sta bili zlata doba za Leeuwarden. Leeuwarden je pridobil ugled, ker je postal rezidenca frizijskih Nassausov, ki so postali guvernerji severnih provinc. V teh stoletjih je mesto cvetelo. S prihodom nove uprave, katere upravno središče je postal Leeuwarden, se je mesto lahko še naprej razvijalo. To je razvidno iz števila prebivalcev Leeuwardna. Leta 1511 je v mestu živelo približno 4000 ljudi; leta 1650 je Leeuwarden zrasel v mesto s 15.000 prebivalci. 
Leeuwarden je bil takrat eno izmed desetih najmočnejših mest na Nizozemskem. Dokaz za to so čudovite stavbe iz tistega časa, kot so kanclerjev urad, guvernerjevo sodišče, Tehnica (kot trgovsko središče) in čudovit stolp de Aldehou. Prinčev vrt je bil zgrajen leta 1648.
Leta 1675 je bilo guvernerstvo dedno povezano z Nassauskimi in okoli leta 1750 je guverner lahko še bolj razširil svoj vpliv s povečanjem pravic do imenovanja. Premoč, ki jo je imela dinastija Nassauskih v odnosu do drugih vplivnih skupin in posameznikov v Friziji, se je izražala v njihovem življenjskem slogu. V tem dremežu so zrasli guvernerjev dvor in druge palače frizijskih Nassauaskih. Okoli leta 1780 se v Friziji začne domoljubno gibanje. Kurt Lambertus van Beyma je ustanovil zavezništvo domoljubov, ki se mu pridruži Leeuwarden. Pod pritiskom domoljubov so frizijske države sprejele civilno oborožitev. V Leeuwardnu in Dokkumu so poleg starih strelskih hiš takoj ustanovili svobodne korpuse. Med letoma 1761 in 1798 je bila Frizija najbolj radikalno revolucionarno upravljana regija Republike sedmih združenih provinc. Po spodletelem državnem udaru leta 1787 so se domoljubi predali in pobegnili v Francijo.